# Válka o Gran Chaco
Válka o Gran Chaco nebo jen válka o Chaco byla válka mezi Bolívií a Paraguayí v letech 1932–1935. Válčilo se o severní část regionu Gran Chaco (někdy jen Chaco), který před válkou náležel Bolívii.

## Průběh války
Válka v plném proudu propukla až v roce 1932, ale první projevy nepřátelství začaly již v roce 1928. Spor se vedl o oblast severního Gran Chaka o rozloze přibližně 100 000 čtverečních mil (259 000 km²) ležící severně od řeky Pilcomayo a západně od řeky Paraguay.
Obě strany se mylně domnívaly, že se v této oblasti nacházejí bohaté zásoby ropy; Bolivijce podporovala americká společnost Standard Oil of New Jersey (dnes Exxon-Mobil), Paraguayce Royal Dutch Shell. Vojenskou pomoc v podobě pěti poradců poskytlo Bolívii v rámci vojenské mise také Československo (Československá vojenská mise v Bolívii) a v bolivijské armádě sloužilo též mnoho důstojníků německé císařské armády (hlavním velitelem byl německý generál Hans Kundt), zatímco v armádě Paraguaye tvořili poradce bělogvardějští generálové Ivan Běljajev a Nikolaj Ern a důstojníci z armády barona Wrangela a také italští instruktoři v námořnictvu (dělové čluny ARP Paraguay a ARP Humaitá byly vyrobeny v Janově) a v leteckých silách (námořní letectvo bylo tvořeno výhradně italskými letouny Macchi M.18, Savoia-Marchetti S.59 a CANT 10) působila italská a francouzská letecká mise. Nákladná a krvavá válka skončila vítězstvím Paraguaye, která připojila spornou oblast ke svému území, a tím se její rozloha zvětšila téměř o 60 %.